# لي يونغ-مين
لي يونغ-مين (الكورية: 이영민) هو لاعب كرة قدم كوري جنوبي في مركز الدفاع، ولد في 20 ديسمبر 1973 في بوسان في كوريا الجنوبية. لعب مع بوهانغ ستيلرز.

## وصلات خارجية
- لي يونغ-مين على موقع دوري كوريا الجنوبية (الإنجليزية)
- لي يونغ-مين على موقع قاعدة بيانات كرة القدم.إي يو (الإنجليزية)